# Ailo Gaup (Schriftsteller)
Ailo Gaup (* 18. Juni 1944 in Kautokeino; † 24. September 2014 in Oslo) war ein samischer Autor norwegischer Sprache.

## Leben
Ailo Gaup wurde 1944 während des Zweiten Weltkriegs in Guovdageaidnu (norwegisch Kautokeino) in der Finnmark geboren aber aufgrund der Kriegsverbrechen während des s.g. Unternehmens Nordlicht nach Süden evakuiert. Mit sieben Jahren kam er zu Pflegeeltern in das südnorwegische Larvik, wo er von da an von seiner Familie getrennt aufwuchs.
1964 begann er in Oslo zu studieren und arbeitete gleichzeitig als Journalist für Aftenposten. Während dieser Zeit reiste für eine Reportage zurück in die Finnmark, wo er sich später auch für eine Zeit niederließ und sich der Bewegung gegen den Bau des Alta-Staudamms anschloss. Er wohnte damals in Guovdageaidnu, Kárášjohka (Karasjok) sowie im samischen Künstlerkollektiv in Máze (Masi).
Gaup starb 2014 in Oslo.

## Werk
1982 debütierte er als Dichter mit der Gedichtsammlung Joiken og kniven (1982), gefolgt von den Sammlungen I Stallos natt (1984) und Under dobbel stjernehimmel (1986). Darin beschreibt das Leben und die Kultur der Samen und den Versuch, als Volk zu überleben. Die Romane Trommereisen (1988) und die unabhängige Fortsetzung Natten mellom dagene (1992) behandeln das Zusammentreffen von moderner Gesellschaft und dem samischen mythischen Verständnis der Natur. Die Romane wurden ins Deutsche, Englische, Französische und Polnische übersetzt (Stand 2021).
Gaup schrieb auch zwei Sachbücher. 1981 war er an der Gründung von Beaivváš Sámi Teáhter beteiligt und schrieb den Text für das Musical Våre vidder/Min duoddarat (1983, gemeinsam mit Knut Valle) sowie das Stück Gullspråket (1990).
Überdies war Ailo Gaup seit der Verfolgung der samischen Nojden der erste Same, der sich wieder Schamane nannte und sich als Bewahrer der alten samischen Religion verstand. Er betrieb in Oslo eine kleine neo-schamanistische Praxis. Der in der neuheidnischen Szene bewanderte Autor Manfred Böckl sieht Anzeichen für eine „echte Renaissance“ der samischen Religion in Sápmi.

## Bibliographie

### Poesie
- Joiken og kniven (1982)
- I Stallos natt (1984)
- Under dobbel stjernehimmel (1986)

In Anthologie (im Original und deutscher Übersetzung)
- Worte verschwinden / fliegen / zum blauen Licht : Samische Lyrik von Joik bis Rap. Übersetzt von Christine Schlosser. In: Johanna Domokos, Christine Schlosser, Michael Rießler (Hrsg.): Samica. Band 4. Albert-Ludwigs-Universität Freiburg, Freiburg 2019, ISBN 978-3-9816835-3-0, S. 288–293.

### Romane
- Trommereisen (1988)
- Natten mellom dagene (1992)

### Theater
- Våre vidder/Min duoddarat (1983)
- Gullspråket (1990)

### Prosa
- Sjamansonen (2005)
- Inn i naturen (2007)